# Dolní Žďár (Ostrov)
Dolní Žďár (dříve Dolní Brand, německy Unter Brand) je část města Ostrov v okrese Karlovy Vary v Karlovarském kraji. Nachází se na severu Ostrova. Prochází zde silnice I/25. Dolní Žďár leží v katastrálním území Dolní Žďár u Ostrova o rozloze 3,62 km².

## Historie
První písemná zmínka o vesnici pochází ze 13. století.

## Obyvatelstvo
Při sčítání lidu v roce 1921 zde žilo 194 obyvatel (z toho 97 mužů), z nichž byli tři Čechoslováci a 191 Němců. Všichni se hlásili k římskokatolické církvi. Podle sčítání lidu z roku 1930 měla vesnice 196 obyvatel: dvanáct Čechoslováků a 184 Němců. Kromě dvou evangelíků byli římskými katolíky.
| Rok            | 1869 | 1880 | 1890 | 1900 | 1910 | 1921 | 1930 | 1950 | 1961 | 1970 | 1980 | 1991 | 2001 | 2011 | 2021 |
| -------------- | ---- | ---- | ---- | ---- | ---- | ---- | ---- | ---- | ---- | ---- | ---- | ---- | ---- | ---- | ---- |
| Počet obyvatel | 193  | 167  | 160  | 171  | 178  | 194  | 196  | 145  | 158  | 124  | 169  | 200  | 195  | 306  | 232  |
| Počet domů     | 24   | 27   | 27   | 27   | 28   | 31   | 32   | 36   | 36   | 19   | 33   | 44   | 50   | 73   | 73   |

## Obecní správa
Při sčítání lidu v letech 1869–1950 Dolní Žďár byl samostatnou obcí, se kterým patřil nejprve do okresu Jáchymov, ale v roce 1950 v okrese Karlovy Vary-okolí. Od roku 1960 je částí města Ostrov v okrese Karlovy Vary. V letech 1869–1950 k obci patřil Vykmanov a v roce 1950 také Arnoldov a Horní Žďár.

## Pamětihodnosti
- Boží muka